# Anon Boonsukco
Anon Boonsukco (thailändisch อนนท์ บุญสุโข, * 1. April 1978 in Ratchaburi) ist ein ehemaliger thailändischer Fußballspieler.

## Karriere

### Verein
Anon Boonsukco stand von 1997 bis Mitte 2010 bei Bangkok Glass unter Vertrag. Von 2009 bis Mitte 2010 spielte der Verein in der ersten Liga des Landes, der Thai Premier League. Wo der Verein vorher gespielt hat, ist unbekannt. Mitte 2010 wechselte er zum Ligakonkurrenten Bangkok United. Ende der Saison musste er mit dem Verein in die zweite Liga absteigen. Nach dem Abstieg verließ er den Verein und schloss sich dem Zweitligisten Air Force United an. Bei dem Bangkoker Verein stand er bis Ende 2012 unter Vertrag. Die Saison 2013 spielte er beim ebenfalls in der zweiten Liga spielenden Nakhon Ratchasima FC in Nakhon Ratchasima. Zum Erstligisten Sisaket FC nach Sisaket wechselte er Anfang 2014. Für Sisaket absolvierte er 15 Erstligaspiele.
Am 1. Januar 2015 beendete er seine Karriere als Fußballspieler.

### Nationalmannschaft
Anon Boonsukco spielte von 2000 bis 2008 viermal in der thailändischen Nationalmannschaft.

## Erfolge
Bangkok Glass
- Thai Super Cup: 2009